# Saint-Vincent-des-Bois
Pour les articles homonymes, voir Saint-Vincent.
Saint-Vincent-des-Bois est une commune française située dans le département de l'Eure, en région Normandie.
Ses habitants sont appelés les Boisset-Vincentois(es).

## Géographie

### Localisation
|                  | Mercey                 | Saint-Marcel |
| Houlbec-Cocherel | Saint-Vincent-des-Bois | La Heunière  |
|                  | Ménilles               | Douains      |

### Relief
Le village, situé sur le plateau de Madrie, culmine à 155 m.

### Hydrographie
La commune est située dans le bassin Seine-Normandie. Elle n'est drainée par aucun cours d'eau,.

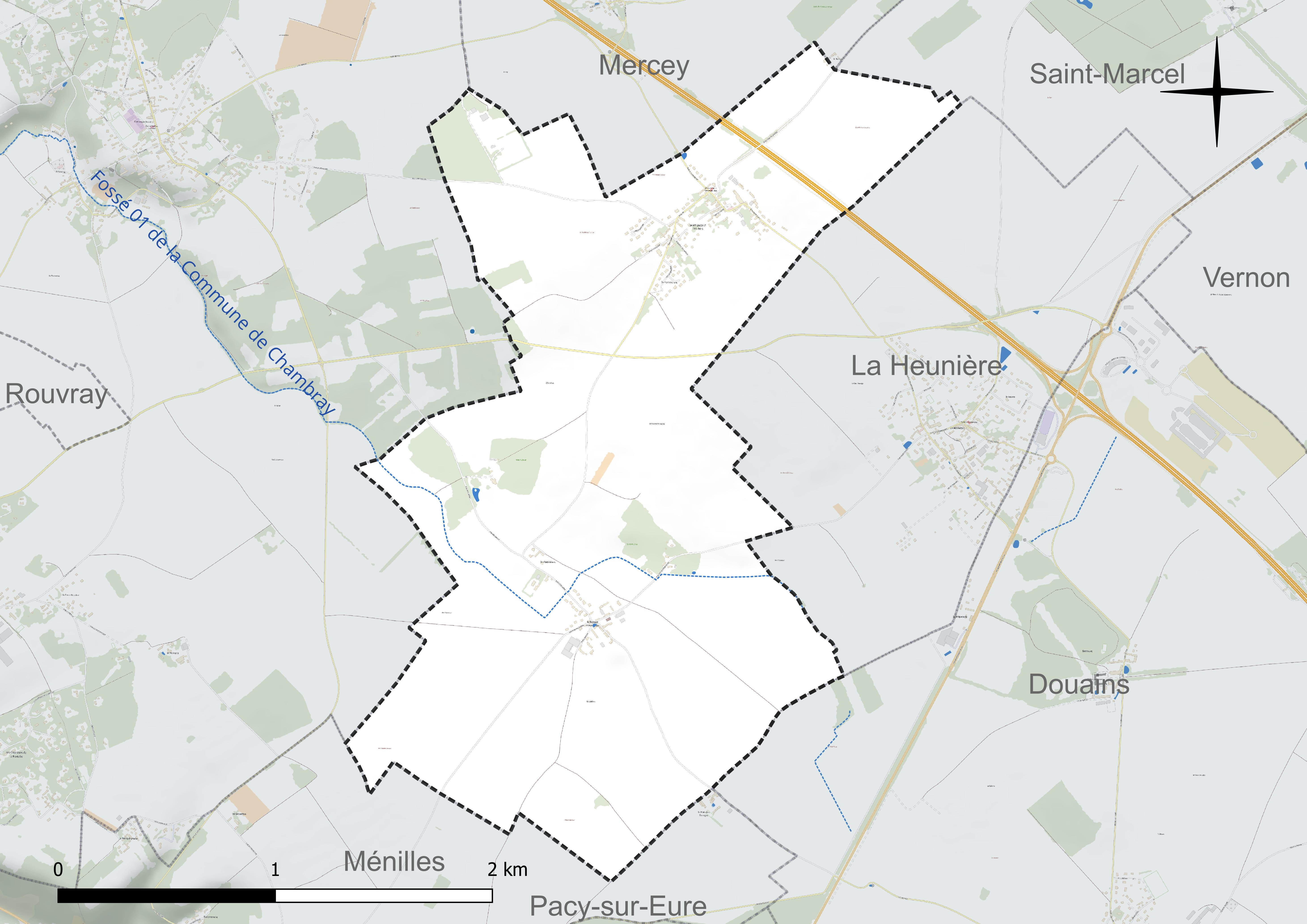
Réseau hydrographique de Saint-Vincent-des-Bois.

### Climat
Pour des articles plus généraux, voir Climat de la Normandie et Climat de l'Eure.
En 2010, le climat de la commune est de type climat océanique dégradé des plaines du Centre et du Nord, selon une étude du CNRS s'appuyant sur une série de données couvrant la période 1971-2000. En 2020, Météo-France publie une typologie des climats de la France métropolitaine dans laquelle la commune est exposée à un climat océanique et est dans la région climatique  Sud-ouest du bassin Parisien, caractérisée par une faible pluviométrie, notamment au printemps (120 à 150 mm) et un hiver froid (3,5 °C). Parallèlement le GIEC normand, un groupe régional d’experts sur le climat, différencie quant à lui, dans une étude de 2020, trois grands types de climats pour la région Normandie, nuancés à une échelle plus fine par les facteurs géographiques locaux. La commune est, selon ce zonage, exposée à un « climat des plateaux abrités », correspondant aux plaines agricoles de l’Eure, avec une pluviométrie beaucoup plus faible que dans la plaine de Caen en raison du double effet d’abri provoqué par les collines du Bocage normand et par celles qui s’étendent sur un axe du Pays d'Auge au Perche.
Pour la période 1971-2000, la température annuelle moyenne est de 10,3 °C, avec une amplitude thermique annuelle de 14,1 °C. Le cumul annuel moyen de précipitations est de 676 mm, avec 10,9 jours de précipitations en janvier et 8 jours en juillet. Pour la période 1991-2020, la température moyenne annuelle observée sur la station météorologique la plus proche, située sur la commune de Huest à 14 km à vol d'oiseau, est de 11,2 °C et le cumul annuel moyen de précipitations est de 600,6 mm,. Pour l'avenir, les paramètres climatiques de la commune estimés pour 2050 selon différents scénarios d’émission de gaz à effet de serre sont consultables sur un site dédié publié par Météo-France en novembre 2022.

## Urbanisme

### Typologie
Au 1er janvier 2024, Saint-Vincent-des-Bois est catégorisée commune rurale à habitat dispersé, selon la nouvelle grille communale de densité à 7 niveaux définie par l'Insee en 2022. Elle est située hors unité urbaine. Par ailleurs la commune fait partie de l'aire d'attraction de Paris, dont elle est une commune de la couronne,. 

### Occupation des sols
L'occupation des sols de la commune, telle qu'elle ressort de la base de données européenne d’occupation biophysique des sols Corine Land Cover (CLC), est marquée par l'importance des territoires agricoles (91,2 % en 2018), en diminution par rapport à 1990 (96,6 %). La répartition détaillée en 2018 est la suivante : terres arables (90 %), zones urbanisées (5,4 %), forêts (3,4 %), zones agricoles hétérogènes (1,2 %). L'évolution de l’occupation des sols de la commune et de ses infrastructures peut être observée sur les différentes représentations cartographiques du territoire : la carte de Cassini (XVIIIe siècle), la carte d'état-major (1820-1866) et les cartes ou photos aériennes de l'IGN pour la période actuelle (1950 à aujourd'hui).

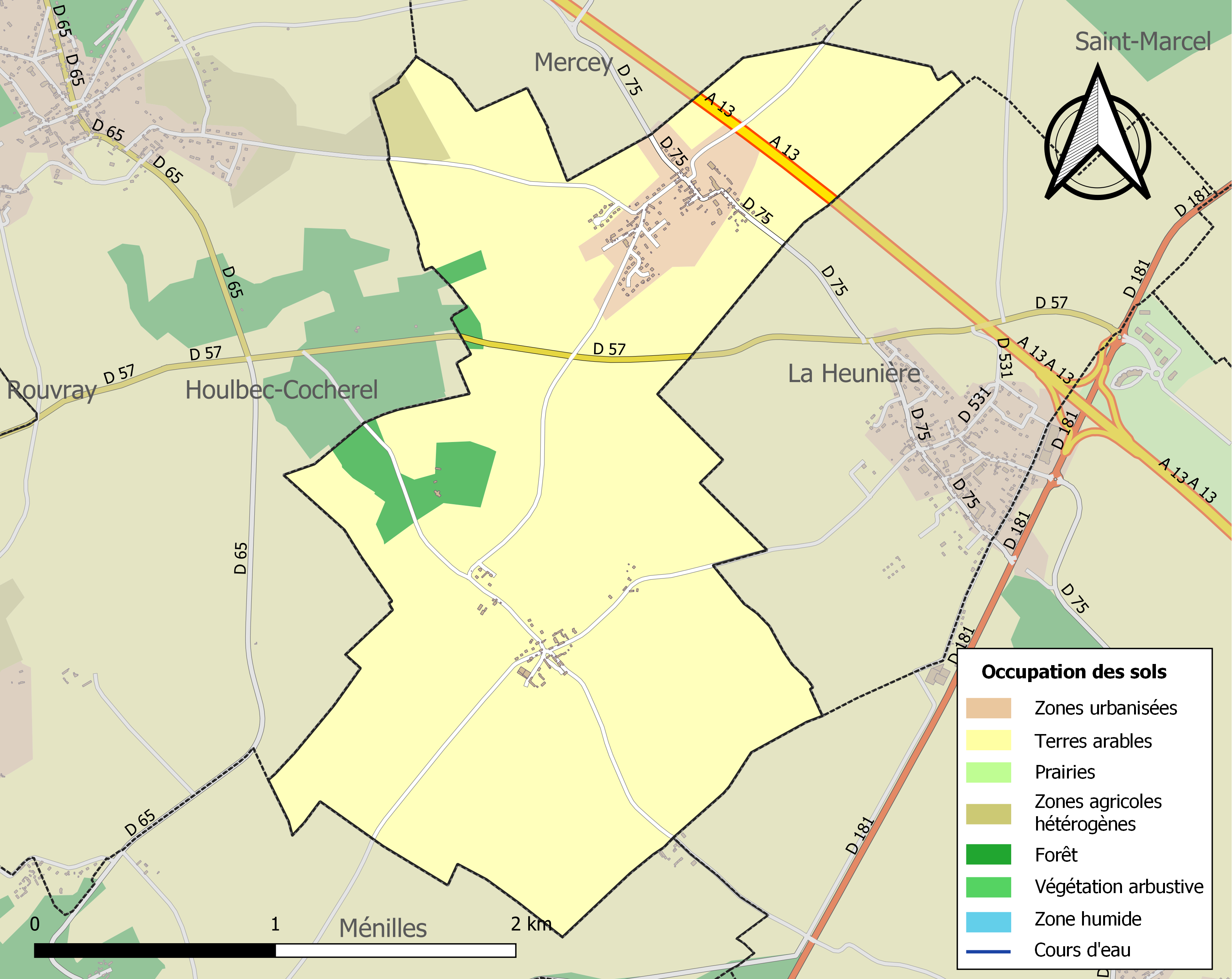
Carte des infrastructures et de l'occupation des sols de la commune en 2018 (CLC).

## Toponymie
L'hagiotoponyme de la localité est attesté sous les formes ecclesia Sancti Vincentii vers 1370, Sanctus Vincentius (sans date), Sainct Vincent prez Pacy en 1562 (arrière-ban).
Il s'agit peut-être de saint Vincent d'Agen, mort décapité à l'épée dont l'iconographie mêle souvent celle de Vincent de Saragosse.
Le terme "des bois" se réfère à la forêt de Bizy,.
Saint-Vincent est composé du bourg et du hameau de Boisset-Hennequin, Bouesset Hanequin en 1401, ancienne commune rattachée en 1865 à Saint-Vincent-des-Bois.
Les toponymes du type boissay ou boisset, du latin buxetum, désignent des « lieux où poussent des buis ».

## Histoire
Composé du bourg et du hameau de Boisset-Hennequin, ses habitants sont appelés les Boisset-Vincentois(es), par décision du conseil municipal afin de symboliser l'ensemble de la population de la commune. Celle-ci tire son nom des nombreux vignobles qui étaient exploités sur son territoire autrefois, et avait été nommée ainsi en l'honneur de saint Vincent patron des vignerons[réf. nécessaire].

## Politique et administration
| Période                                  | Période   | Identité          | Étiquette | Qualité |
| ---------------------------------------- | --------- | ----------------- | --------- | ------- |
| mars 2014                                | En cours  | Thierry Huiban    | SE        | Artisan |
| mars 2008                                | mars 2014 | Jean-Yves Hillion |           |         |
| Les données manquantes sont à compléter. |           |                   |           |         |

## Démographie
L'évolution du nombre d'habitants est connue à travers les recensements de la population effectués dans la commune depuis 1793. Pour les communes de moins de 10 000 habitants, une enquête de recensement portant sur toute la population est réalisée tous les cinq ans, les populations de référence des années intermédiaires étant quant à elles estimées par interpolation ou extrapolation. Pour la commune, le premier recensement exhaustif entrant dans le cadre du nouveau dispositif a été réalisé en 2006.

En 2022, la commune comptait 338 habitants, en évolution de +1,2 % par rapport à 2016 (Eure : −0,25 %, France hors Mayotte : +2,11 %).
| 1793 | 1800 | 1806 | 1821 | 1831 | 1836 | 1841 | 1846 | 1851 |
| ---- | ---- | ---- | ---- | ---- | ---- | ---- | ---- | ---- |
| 90   | 96   | 111  | 78   | 106  | 110  | 128  | 125  | 120  |

| 1856 | 1861 | 1866 | 1872 | 1876 | 1881 | 1886 | 1891 | 1896 |
| ---- | ---- | ---- | ---- | ---- | ---- | ---- | ---- | ---- |
| 113  | 112  | 143  | 139  | 135  | 141  | 133  | 109  | 123  |

| 1901 | 1906 | 1911 | 1921 | 1926 | 1931 | 1936 | 1946 | 1954 |
| ---- | ---- | ---- | ---- | ---- | ---- | ---- | ---- | ---- |
| 121  | 110  | 95   | 85   | 95   | 82   | 96   | 106  | 131  |

| 1962 | 1968 | 1975 | 1982 | 1990 | 1999 | 2006 | 2011 | 2016 |
| ---- | ---- | ---- | ---- | ---- | ---- | ---- | ---- | ---- |
| 134  | 151  | 168  | 225  | 243  | 261  | 282  | 334  | 334  |

| 2021 | 2022 | - | - | - | - | - | - | - |
| ---- | ---- | - | - | - | - | - | - | - |
| 336  | 338  | - | - | - | - | - | - | - |

## Culture locale et patrimoine

### Lieux et monuments

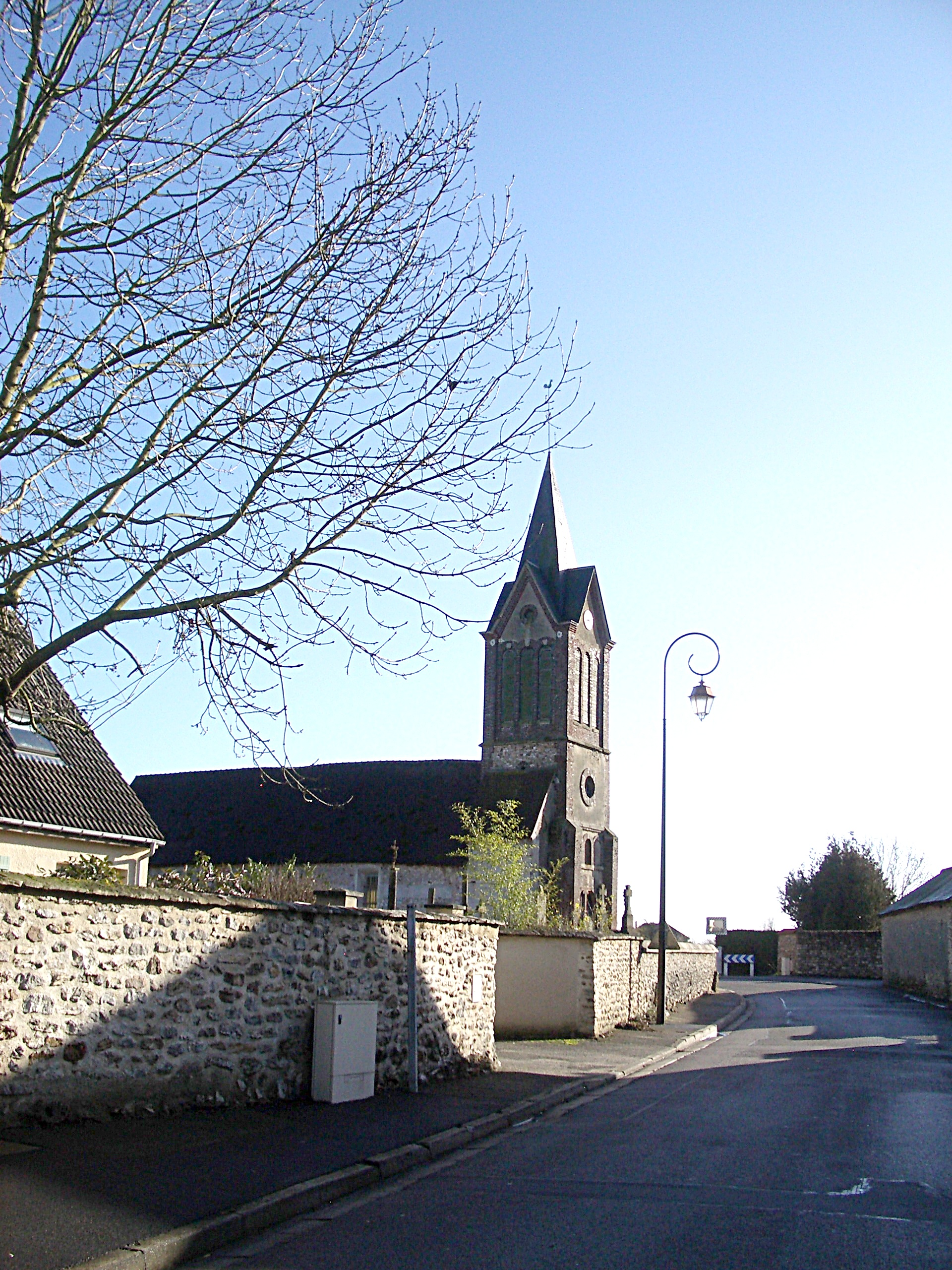
L'église de Saint-Vincent-des-Bois.

- Église Saint-Vincent, du Moyen Âge, remaniée au XIXe siècle, et son haut clocher.
- Ancienne commanderie templière de Bois-Hibou[22].

### Héraldique
| Blason de Saint-Vincent-des-Bois | Blason  | D'azur au chevron d'or, rompu à senestre, accompagné en chef à dextre d'une grappe de raisin, à senestre d'une coquille et en pointe d'un lion, le tout du même; à l'écusson d'argent chargé d'une croisette pattée à huit pointes de gueules, brochant sur le tout. |
| Blason de Saint-Vincent-des-Bois | Détails | Le statut officiel du blason reste à déterminer. |